# 广东人民出版社
广东人民出版社于1951年成立，是一所中国出版社，总资产16.7亿，下属于广东省出版集团有限公司。
2009年，广东人民出版社东莞编辑中心挂牌成立。2016年，广东人民出版社的北京分社——北京始祖鸟文化传媒有限公司在北京揭牌成立。

## 获奖作品
- 中国人民大学法学院教授张世明《法律、资源与时空建构：1644－1945年的中国》：北京市法学会推荐，2012年8月由广东人民出版社出版。[3]